# Tilletia barclayana
Tilletia barclayana är en svampart som först beskrevs av Julius Oscar Brefeld, och fick sitt nu gällande namn av Sacc. & P. Syd. 1899. Tilletia barclayana ingår i släktet Tilletia och familjen Tilletiaceae.   Inga underarter finns listade i Catalogue of Life.